# Zvenigovo
Zvenigovo (rusky Звени́гово, marijsky Провой – Provoj) je město v Marijsku v Rusku. K roku 2010 v něm žilo bezmála dvanáct tisíc obyvatel.

## Poloha a doprava
Zvenigovo leží na levém břehu Volhy v oblasti vzdutí Kujbyševské přehrady. Od Joškar-Ola, hlavního města republiky, je vzdáleno přibližně devadesát kilometrů jižně, od Moskvy, hlavního města federace, přibližně 650 kilometrů východně. Nejbližší větší město v okolí je Volžsk ležící rovněž na levém břehu Volhy ve vzdálenosti přibližně dvacet kilometrů jihovýchodně vzdušnou čarou.
Zvenigovo má přístav na Volze.

## Dějiny
Zvenigovo vzniklo v roce 1860 jako osada s molem a loděnicí. Postupně se rozvinulo do průmyslového střediska. Městem je Zvenigovo od roku 1974.